# 日本くぎづけ大学
日本くぎづけ大学（にほんくぎづけだいがく）は、2012年4月14日から2015年12月30日まで不定期でフジテレビ系列で放送されていた教養バラエティ番組である。

## 概要
『ナダールの穴』を発展させた特番で、『ナダール』の千原ジュニアが大学生になったという設定の元、様々な講師が色々な事柄を教える。

## メイン
- 千原ジュニア
- 高島彩

## 放送日・放送時間
- 第1回：2012年4月14日(土曜) 23:10 - 23:55（JST）
- 第2回：2013年3月31日(日曜) 22:00 - 23:45（JST）
- 第3回：2015年12月30日(水曜) 22:00 - 23:24（JST）

## スタッフ
第3回放送
- ナレーション：松元真一郎
- 構成：高須光聖、そーたに、宮丸直子
- TM：児玉洋
- TP：高瀬義美
- SW：長瀬正人
- CAM：伊郷憲二
- VE：高橋正直
- AUD：加瀬悦史
- 照明：楢橋秀満
- 美術制作：平井秀樹
- 美術進行：内山高太郎
- デザイン：鈴木賢太
- 大道具：松本達也
- 装飾：門間誠
- アクリル装飾：斉藤祐介
- マルチ：水上樫介
- デジタルコンテンツ：白井友理・片岡恵理子（共にインデックス）
- CG：神保聡
- CGデザイン：木本禎子
- メイク：山田かつら
- 編集：横山勇介
- MA：駒井仁
- 音響効果：田中寿一（J-WORKS）
- 技術協力：IMAGICA、fmt、ニューテレス、フジアール、インターナショナルクリエイティブ
- 広報：瀬田裕幸
- デスク：伊藤藍
- TK：江野澤郁子
- AP：竹内承
- FD：
- ディレクター：青木孝之、廣井敦、矢崎裕明
- 演出：永田修一
- 総合演出：竹内誠
- プロデューサー：松本祐紀
- チーフプロデューサー：中嶋優一
- 制作：フジテレビバラエティ制作センター
- 制作著作：フジテレビ